# Kurt Salterberg
Kurt Salterberg (Pracht, 8 januari 1923 – aldaar, 27 november 2023) was een Duits militair actief voor de Wehrmacht en in 1943 toegewezen aan de militaire wacht van de Wolfsschanze. Salterberg was de laatst levende ooggetuige van het complot van 20 juli 1944 om een staatsgreep te plegen en Adolf Hitler om te brengen. In 2016 was Salterberg spreker op de Duitse militaire begraafplaats Bad Bodendorf in Ahrweiler.

## Leven
Salterberg werd in Pracht in de Duitse deelstaat Rijnland-Palts geboren. Hij volgde een handelsopleiding en ging op de leeftijd van 17 jaar in militaire dienst. Eind 1943 werd Salterberg gestationeerd als één van de soldaten van de militaire wacht van de Wolfsschanze. Dit was een Führerhauptquartier (hoofdkwartier) waar Adolf Hitler meer dan 800 dagen verbleef gedurende de periode van 23 juni 1941 tot 20 november 1944. Op 20 juli 1944 liet hij Claus Schenk von Stauffenberg zijn wachtpost passeren.
Von Stauffenberg ontkwam aan de gebruikelijke controle van Salterberg omdat hij geen bevoegdheid had om diens aktetas te controleren. De reden hiervoor was dat Salterberg instructies had gekregen om geen controles door te voeren bij personeel dat zich in het gezelschap van Wilhelm Keitel of Adolf Hitler bevond. Aan het eind van de oorlog raakte hij ernstig gewond en verbleef maandenlang in een militair hospitaal. Na de Tweede Wereldoorlog werkte Salterberg bij een coöperatieve leenbank.

## Onderscheiding
Wegens zijn jarenlange inzet voor het behoud van het historisch erfgoed van de woonplaats Pracht ontving Salterberg in 2015 een eremedaille van de Duitse deelstaat Rijnland-Palts.

## Bijzonderheden
Op 8 januari 2023 vierde Salterberg op attentie van de woonplaats Pracht zijn 100e verjaardag in de Abdij van Deutz. Hij overleed later dat jaar.

## Publicatie
- Kurt Salterberg: 'Als Wachsoldat in der Wolfsschanze'
- Kurt Salterberg aus Pracht – Der Mann, der Stauffenberg zu Hitler durchließ

- Gemeinsame Normdatei: 112112187X
- Virtual International Authority File: 3265148149515896930002